# ディープ・スロート (映画)
『ディープ・スロート』 (Deep Throat) は、アメリカ合衆国で1972年夏に公開された成人映画、ハードコア。脚本・監督：ジェラルド・ダミアーノ、主演：リンダ・ラヴレース。アメリカ公開後に世界中の映画館で上映され、1970年代のポップカルチャーに影響を与えた。上映時間61分。
内容は、喉の奥に陰核があるという設定の女性が登場する、ディープスロートをテーマにしたポルノ作品である。

## キャスト
- リンダ・ラヴレース
- ハリー・リームス
- ドリー・シャープ
- ビル・ハリソン

## スタッフ
- 監督、脚本、音楽、編集：ジェラルド・ダミアノ
- 製作：ウィリアム・J・リンクス、ルイス・ペライノ、フィル・ペライノ

## 製作

### 資金調達
ルイス・"ブッチ"・ペライノは、およそ2万2千から2万5千ドル（当時約550万円）を費やして制作したが、制作費の大半は父親のアンソニー・"ビッグ・トニー"・ペライノと叔父のジョー・"ザ・ホエール"・ペライノの出資に依拠した。

### 撮影
監督のジェラルド・ダミアノは本名を記すことをはばかり、変名の「ジェリー・ジェラルド」としてクレジットした。作中でダミアノはパーティーの場面に短時間現れる。クレジットに彼は「アル・ゴーク」と記述された。彼は収益に対する3分の1の権利を持っていたが、映画が大成功するとペライノらに取り分を踏み倒された。 
主演のリンダ・ラヴレースは、本作の大ヒットで一躍ポルノ界の大物女優となるが、本作の出演料は1200ドルだったと語る。のちに出版した自伝で、配偶者のチャック・トレイナーが彼女を無理やり出演させて出演料を横取りした、と非難している。
共演のハリー・リームスは製作スタッフとして200ドルで雇われたが、報酬を100ドル上乗せで映画に出演することにした。
ラヴレースの配偶者チャック・トレイナーも撮影のマネージャーを務め、一時は俳優として出演を試行するもカメラの前で勃起しなかった。ラヴレースと1974年に離婚したのち、ポルノスターのマリリン・チェンバースと浮名を流した。
撮影は、ニュージャージーのアパートの一室を使い、3日間で完成させた。

## 公開
公開されると奇抜な発想が話題となり、ポルノ映画として空前の大ヒットとなった。当初はアメリカでもニューヨークやサンフランシスコなどの大都市以外は上映が禁止され、海外配給はポルノ解禁国のスウェーデンとデンマークだけであった。
トータルの興行収入は約6億ドル、2000億円近いとする信頼性に乏しい説が流布されるが、"ビッグ・トニー"がマフィアのコロンボ一家に所属していたためFBIがこの映画の利益を調査し、およそ1億ドル、300億円強の収入があったと推定され、同時期の大作「ゴッドファーザー」の興行収入の1/3を超える。

## 日本公開
当時ハードコアポルノを解禁していた国は少なく、フランスは1975年4月に解禁する。日本で東映系洋画配給会社の東映洋画が買い付け、新興の会社として業界にひと泡吹かせようと意気込んだ。この時点で配収は全世界で50億円であった。映像はハリー・リームスら俳優が性器を露出したわいせつなシーンとカットが多数で、日本で映写可能な部分は合計で15分程度と1本の映画として成立せず、上映時間70分の短い本作は公開不能となった。そこで東映は、同じダミアーノ監督作品『ミス・ジョーンズの背徳』と合わせて二部構成を考え、2作でストーリーの辻褄を合わせるためピンク映画の監督・プロデューサー向井寛に依頼。向井は日本国内で外国人女性を起用して演出したオリジナルシーンを撮り足して1本の作品に仕上げた。
向井は、1974年8月に本作をデンマークのコペンハーゲンで鑑賞したが、一流劇場で掛かり、紳士淑女が端然と座して画面を堪能していた。鑑賞後に話の筋はセックスをパロディ化した他愛ないものと感想を持ったが、30センチの巨根をひと飲みにするラヴレース、泡を噴き出す口内射精、すさまじい乱交パーティと、客を釘付けにする生の本番の迫力に度肝を抜かれ、職業柄映倫にアレルギー感を抱いていた向井は、一種の清涼感を与えられた。東映洋画に呼びつけられて国内公開するべく編集を依頼されたが、「あんなもの、日本ではダメでしょう」とせせら笑って断ると、東映洋画の鈴木常承部長から「当然！でもそのダメなものに価値がある。それで商売したいんだ」と激しく訴えられた。やむなく試写を観せられたが、大半が税関でカットされた白味だらけで、とても作業は無理と判断した。東洋映画から「君がダメだと云うならあきらめるでえ」と言われ、依頼を受ける腹を括った。翌日から主演のリンダ・ラヴレースに似た外国人女性の手配に奔走し、実際は不明だがプエルトリコ系、髪は黒茶色、顎の出張った非常に個性的な顔と判断した。スタッフらは横浜、横須賀と外国人がいそうなところに網を張り、やっと18人目で立川基地に勤務する現役軍人の女性を探し当て、ラヴレース役と決定した。全編の35分の修復作業は技術的に難航し、あらゆるアングルやサイズを撮り、白味部分に当てはめるが上手く合わない。スタッフ全員で協議し、複数女性の唇、頬、顎、などのパーツ7人分を撮り集めてラブレースの特徴を出すこととした。この手法は奏功し、特に尺八シーンは迫力を出すことに成功した。1975年7月28日に初号が完成し、試写室は東映幹部から向井の労をねぎらう言葉で溢れた。向井は何故か素直にその言葉を受け取れずに「俺にとって映画とは何だろう?」と自問自答を繰り返した。
日本版のキャッチコピーは「上映実現！ 今世紀最大のスキャンダル・フィルムがとうとうやってくる 本日アメリカ・スウェーデン・デンマークに次いで世界4番目の解禁成る！」とした。日本はポルノを解禁しなかったが、国内上映が決定すると新聞各紙は「あれはインチキだ！」「こんなことをしていては映画がダメになる」など滅茶苦茶に叩いた。これは正論と言え、当時の観客は本来の『ディープ・スロート』とはまるで違うものを見せられつつ、その"噂"に金を払った。東映は、作品の実体ではなく衝撃的作品『ディープ・スロート』の"風説"を売るプロモーションを成功させ、映画の見世物性として好事例となる。
1975年8月16日に公開すると、作品の知名度と大宣伝により日本の洋画ポルノの興行で初めて8週間のロングランを記録し、配収1億7000万円の大ヒットになった。この功労として東映は向井に大きな権限を与え、向井は東映から「500万円ポルノ」を大量に受注してユニバースプロを設立し、のちに獅子プロダクションへ移行して滝田洋二郎や片岡修二らを育て、不遇のピンク映画出身監督に一般映画制作のチャンスを与える先例となった。